# Saltaricos do Castelo
Saltaricos do Castelo é uma escola de samba de Portugal, sediada em Sesimbra.
A escola participa há muitos anos do Carnaval de Sesimbra, e em 2009 disputou o Campeonato Nacional de Portugal, obtendo a terceira colocação, com 39 pontos.

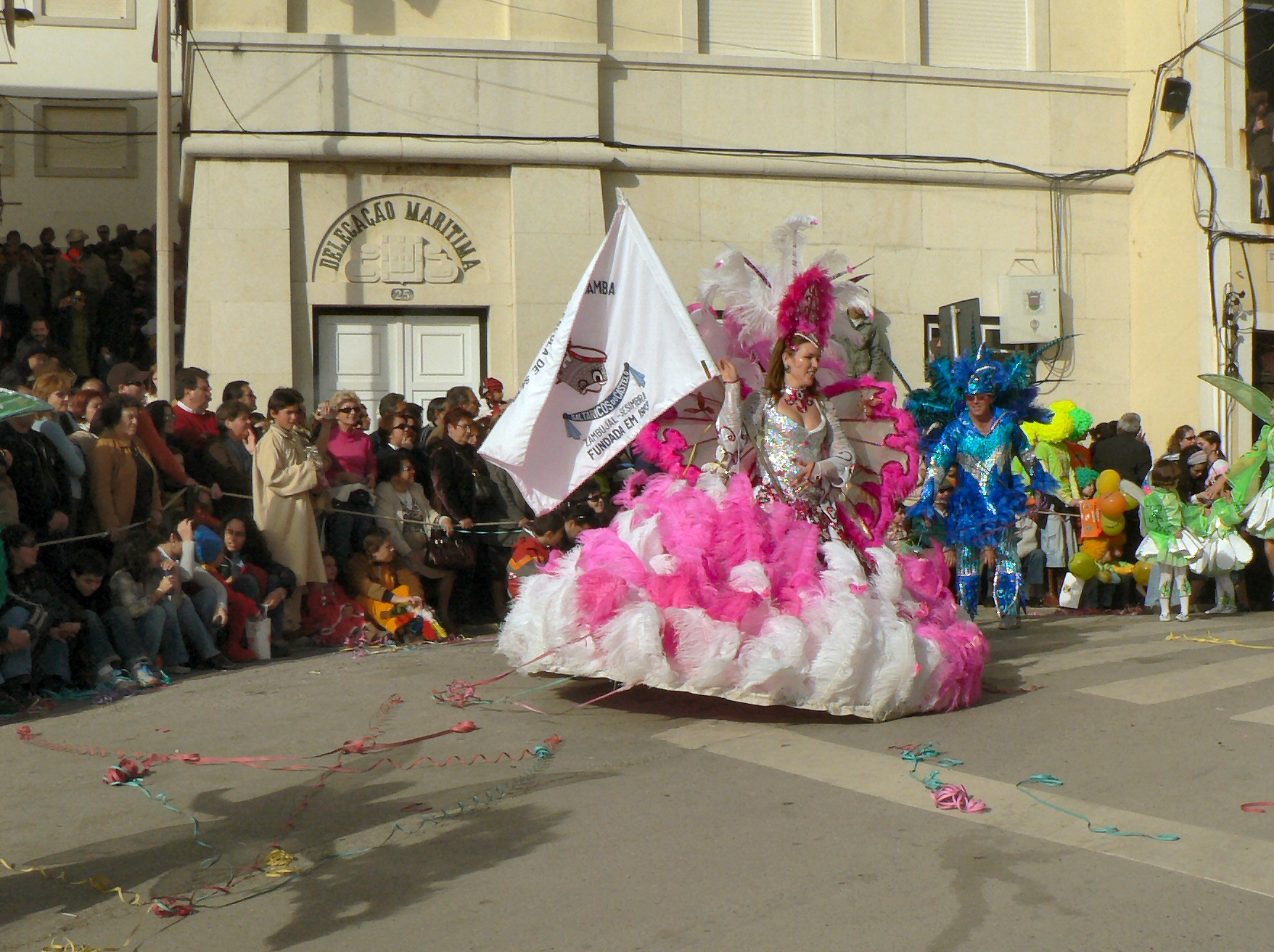
Casal de mestre-sala e porta-bandeira do Saltaricos do Castelo, 2007.

## Segmentos

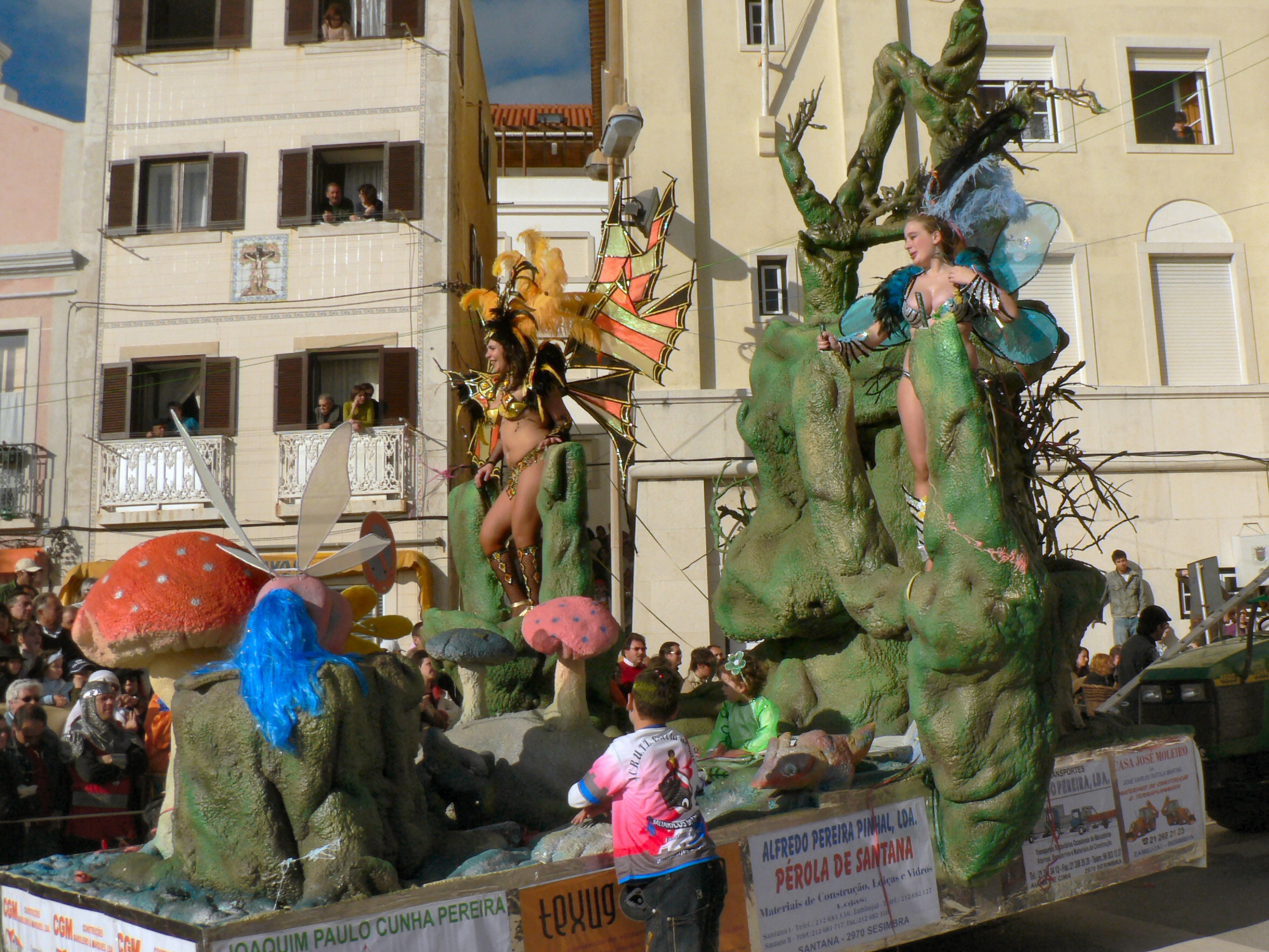
Carro alegório do Saltaricos do Castelo, 2007.

### Intérprete
| Período | Nome          | Ref.  |
| ------- | ------------- | ----- |
|         |               |       |
| 2020    | Tércio Borges | [ 3 ] |

## Carnavais
| Ano  | Colocação           | Enredo                                                                                                   | Carnavalesco | Ref         |
| ---- | ------------------- | --- | ------------ | ----------- |
| 2009 | 4º lugar (Nacional) | |              | [ 2 ]       |
| 2010 |                     | |              |             |
| 2011 |                     | |              |             |
| 2012 |                     | |              |             |
| 2013 |                     | |              |             |
| 2014 |                     | |              |             |
| 2015 |                     | |              |             |
| 2016 |                     | |              |             |
| 2017 |                     | |              |             |
| 2018 |                     | |              |             |
| 2019 |                     | |              |             |
| 2020 |                     | Para bailar la bamba, se necessita una poca de gracia - La vida es un carnaval Compositor: Tércio Borges |              | [ 4 ] [ 3 ] |